# Comitê de Monitoramento do Setor Elétrico
O Comitê de Monitoramento do Setor Elétrico (CMSE) é um comitê governamental do Brasil que lida com assuntos referentes à energia elétrica a nível federal. Foi criado pela Lei 10.848/2004 e regulamentado pelo Decreto 5.175/2004. De acordo com o Art. 3o deste decreto, compete ao CMSE:
- acompanhar o desenvolvimento das atividades de geração, transmissão, distribuição, comercialização, importação e exportação de energia elétrica, gás natural e petróleo e seus derivados;
- avaliar as condições de abastecimento e de atendimento, relativamente às atividades referidas no inciso I deste artigo, em horizontes pré-determinados; e
- realizar periodicamente análise integrada de segurança de abastecimento e atendimento ao mercado de energia elétrica, de gás natural e petróleo e seus derivados.